# 富興駅
富興駅（プフンえき、朝鮮語: 부흥역）は、朝鮮民主主義人民共和国平安南道順川市にある直洞炭鉱線の鉄道駅。

## 隣の駅
直洞炭鉱線
富山里駅 - 富興駅 - 直洞炭鉱駅